# Месбахи, Юлиен
Юлиен Месбахи (нидерл. Juliën Mesbahi; род. 31 января 2006, Энсхеде, Нидерланды, Нидерланды) — марокканский футболист, защитник клуба «Твенте», выступающий на правах аренды за «Эммен».

## Клубная карьера
Месбахи — воспитанник клуба «Твенте». 20 июня 2023 года подписал с клубом контракт до середины 2026 года. 8 октября 2023 года в матче против ситтардской «Фортуны» он дебютировал в Эредивизи.
8 июля 2025 года перешёл на правах аренды в «Эммен».